# Kleines Leinkraut
Das Kleine Leinkraut (Chaenorhinum minus), auch Kleiner Orant und Gewöhnlicher Klaffmund genannt, ist eine Pflanzenart aus der Familie der Wegerichgewächse (Plantaginaceae).

## Beschreibung
Das Kleine Leinkraut ist eine einjährige krautige Pflanze und erreicht eine Wuchshöhe von meist 10 bis 25 (5 bis 40) cm. Der aufrechte Stängel ist rund und meist von unten an sparrig verzweigt. Stängel und Blätter sind abstehend behaart, oft auch mit Drüsenhaaren. Die im unteren Bereich des Stängels gegenständig, im übrigen Bereich wechselständig angeordneten Laubblätter sind kurz gestielt bis sitzend. Die einfache, etwas fleischige Blattspreite ist bei einer Länge von 5 bis 35 mm und einer Breite von etwa 4 mm lineal-lanzettlich.
Die Blütezeit reicht von Juni bis September. Die Blüten stehen einzeln in den Achseln von Tragblättern. Der Blütenstiel weist eine Länge von 3 bis 25 mm auf. Die zwittrigen Blüten sind zygomorph und fünfzählig mit doppelter Blütenhülle. Die Kelchblätter sind 2 bis 5 mm lang. Die hellvioletten Blütenkronblätter bilden eine „löwenmaulförmige“ Krone, d. h. die Unterlippe hat eine Aufwölbung, die den Blüteneingang versperrt. Die Oberlippe besteht aus zwei, die Unterlippe aus drei Kronlappen. Den hinteren Teil der Blüte bildet ein fast gerader, kurz konischer, gestutzter Sporn. Die Blüte ist 5 bis 12 mm lang, wovon fast die Hälfte auf den Sporn entfällt. Sie ist weißlila, außen oft etwas violett überlaufen. Der Unterlippenwulst und „Gaumen“ im Inneren der Blüte ist hellgelb.
Die ungleich eiförmige Kapselfrucht ist als Deckelkapselfrucht mit seichter Querrille ausgebildet, mit ungleichen Fächern, die sich mit zahnartigen Klappen öffnet. Die Ausbreitung der Samen erfolgt durch Wind.
Selbstbestäubung ist bei Chaenorhinum minus sehr häufig. Aus diesem Grund haben sich viele Sippen herausgebildet, die sich untereinander etwas unterscheiden.
Die Chromosomenzahl der Art ist 2n = 14.

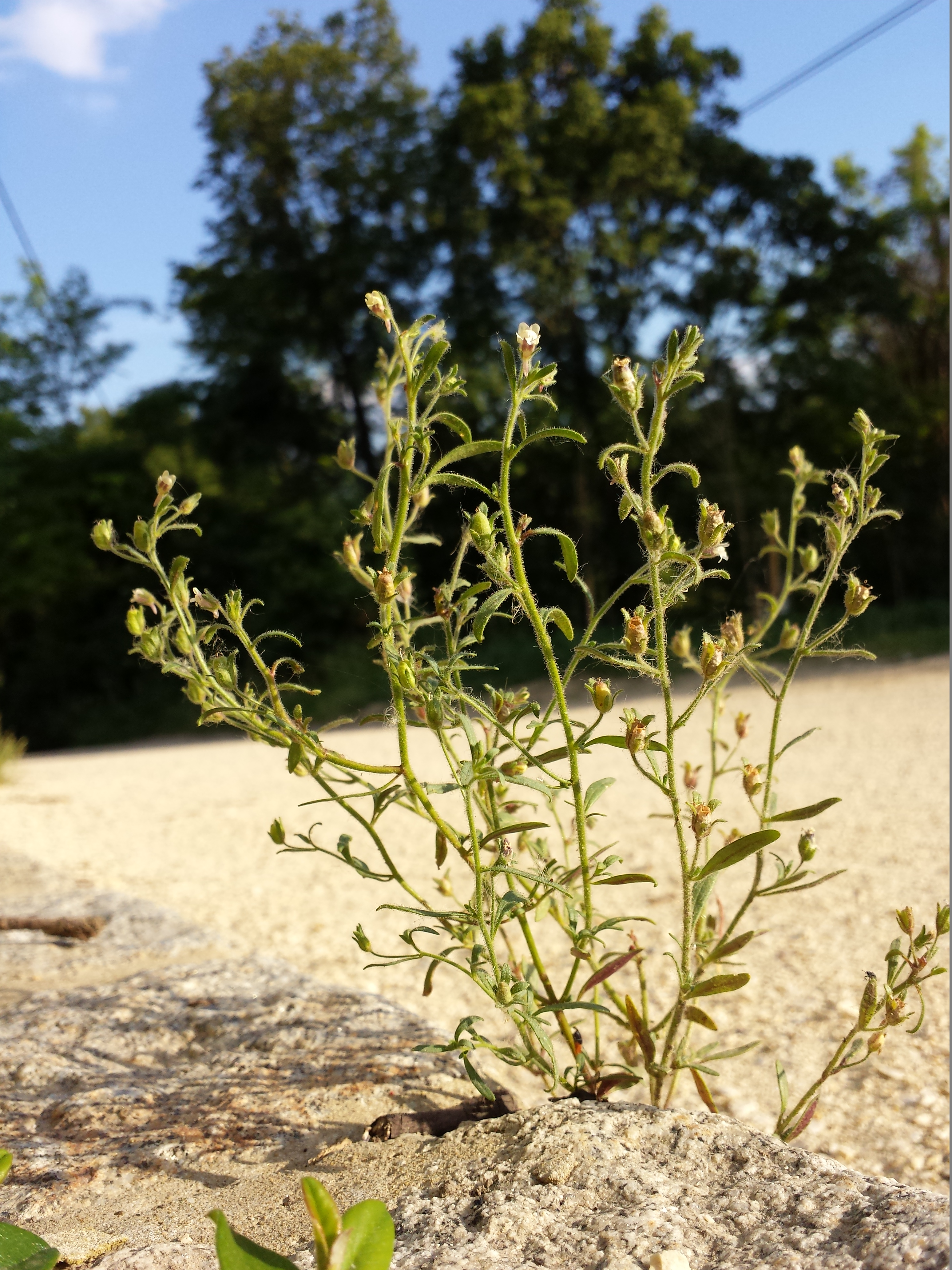
Kleines Leinkraut (Chaenorhinum minus)

## Vorkommen
Schwerpunkt der Verbreitung des Kleinen Leinkrauts ist Süd- und Mitteleuropa. Es kommt jedoch auch bis nach Schweden, Finnland und auf den Britischen Inseln vor. Durch Verschleppung ist es gelegentlich auch in anderen Ländern und in Nordamerika zu finden. Im deutschsprachigen Gebiet ist es im Süden verbreitet und meist häufig anzutreffen, im Norden zerstreut.
Das Kleine Leinkraut bevorzugt basische und kalkhaltige, sandige oder steinige Böden. Es kommt als Ackerunkraut vor, findet sich heute aber meistens an Straßenrändern, auf Bahnanlagen und in aufgelassenen Steinbrüchen. Das Kleine Leinkraut ist primär wohl eine Charakterart der Klasse Thlaspietea rotundifolii, vor allem des Verbands Stipion calamagrostis, sekundär kommt es in Gesellschaften der Verbände Sisymbrion, Fumario-Euphorbion, Caucalidion lappulae oder Salsolion vor.
In den Allgäuer Alpen steigt es im Kleinen Walsertal am Straßenrand bei Hirschegg-Wäldele bis zu 1170 m Meereshöhe auf.

## Systematik und Namen
Die Gattung Chaenorhinum wurde früher in die Familie der Braunwurzgewächse (Scrophulariaceae) eingeordnet. Genetische Untersuchungen haben jedoch die Zugehörigkeit zur Familie der Wegerichgewächse (Plantaginaceae) ergeben.
Diese Art wurde 1753 unter dem Namen Antirrhinum minus durch Carl von Linné in Species Plantarum, 2, S. 617 erstveröffentlicht. Sie wurde 1870 durch Johan Martin Christian Lange in Prodromus Florae Hispanicae, 2, S. 577–578 in die Gattung Chaenorhinum gestellt, dort „Chaenorrhinum“ geschrieben. Weitere Synonyme für Chaenorhinum minus (L.) Lange sind: Chaenorhinum viscidum Simonk., Linaria minor (L.) Desf. und Microrrhinum minus (L.) Fourr. 
Es gibt vier Unterarten von Chaenorhinum minus:
- Chaenorhinum minus subsp. anatolicum P.H.Davis (Syn.: Microrrhinum minus subsp. anatolicum (P. H. Davis)NN): Sie kommt in der Ägäis vor.
- Chaenorhinum minus subsp. minus:
- Chaenorhinum minus subsp. idaeum (Rech. fil.) R.Fern. (Syn.: Microrrhinum minus subsp. idaeum (Rech. f.) NN): Sie kommt auf Kreta vor.
- Chaenorhinum minus subsp. pseudorubrifolium (Gamisans)NN (Syn.: Microrrhinum minus subsp. pseudorubrifolium (Gamisans)NN): Sie kommt auf Korsika vor.

Weitere Bezeichnungen für das Kleine Leinkraut sind oder waren auch Klein Berufkraut und Hundsschädel.

## Bilder

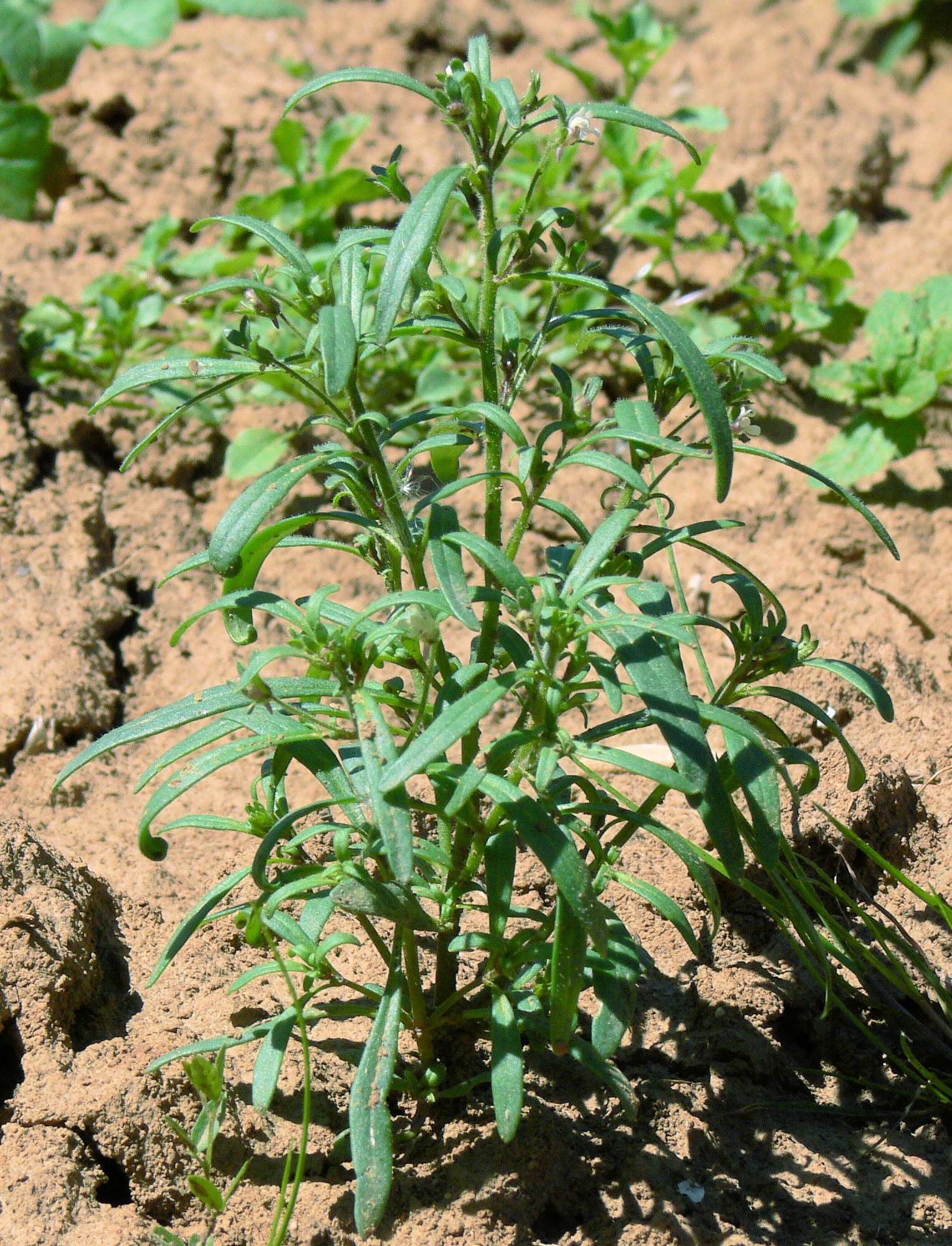
Habitus
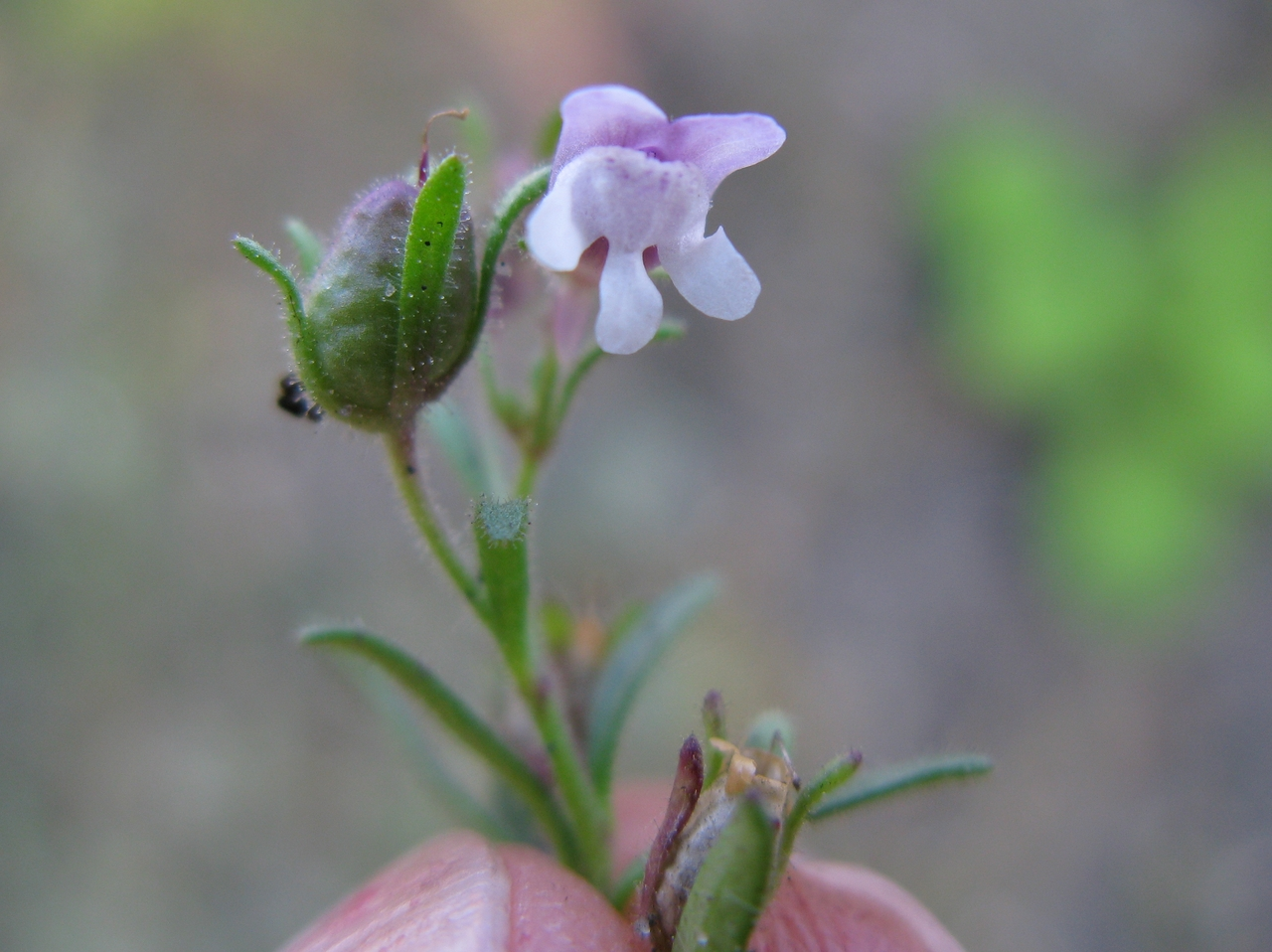
Blüte
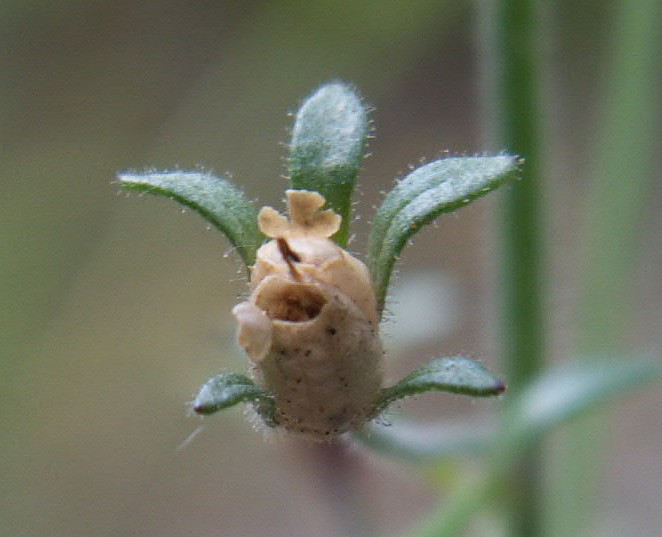
Frucht
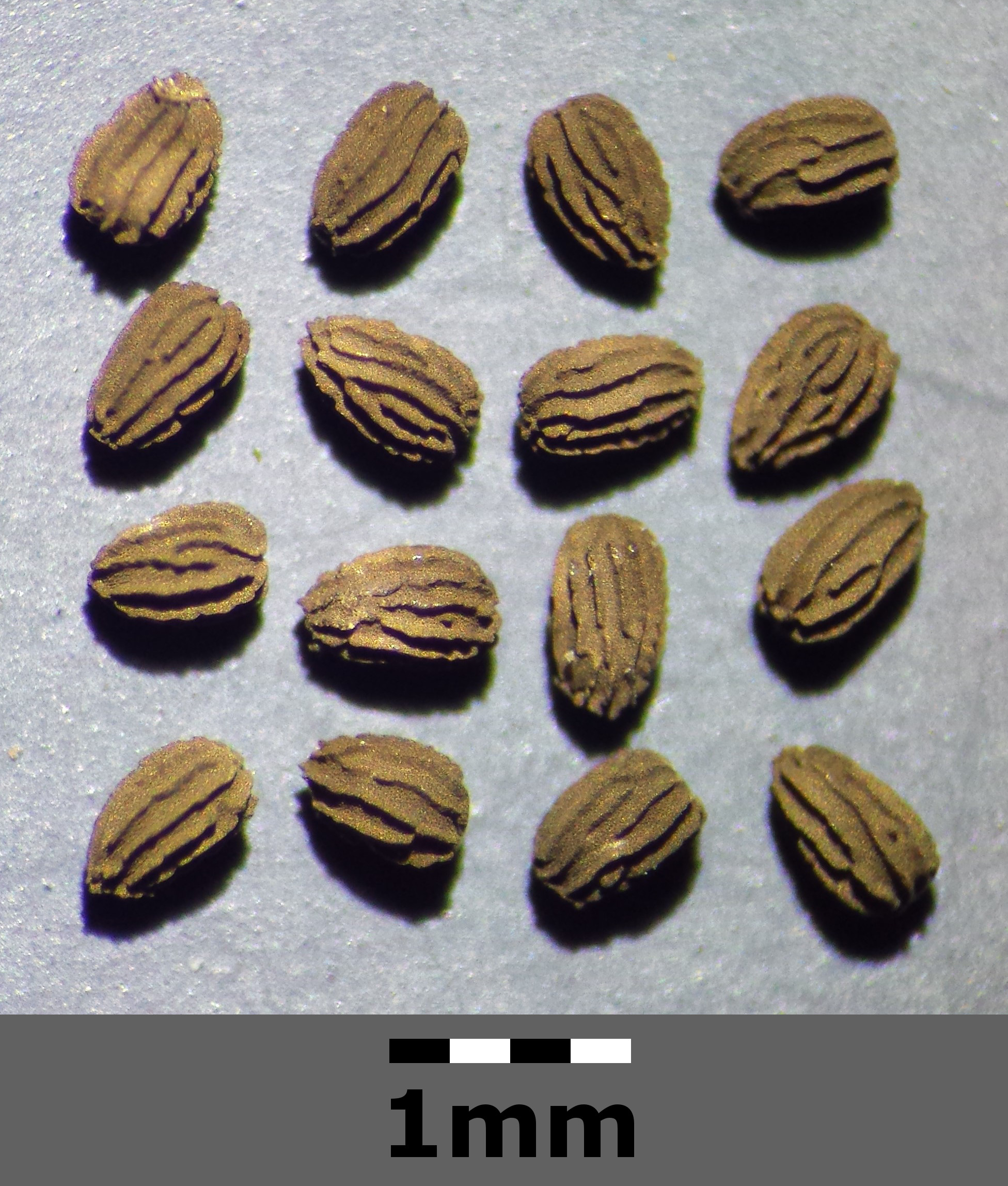
Samen